# RWS Verkeers- en Watermanagement
De dienst RWS Verkeer- en Watermanagement (RWS VWM) is sinds 1 januari 2012 de landelijke dienst van de Rijkswaterstaat, belast met het operationeel management van de drie netwerken: het hoofdwegennet, het hoofdvaarwegennet en het hoofdwatersysteem van Nederland.

## Beschrijving van de organisatie

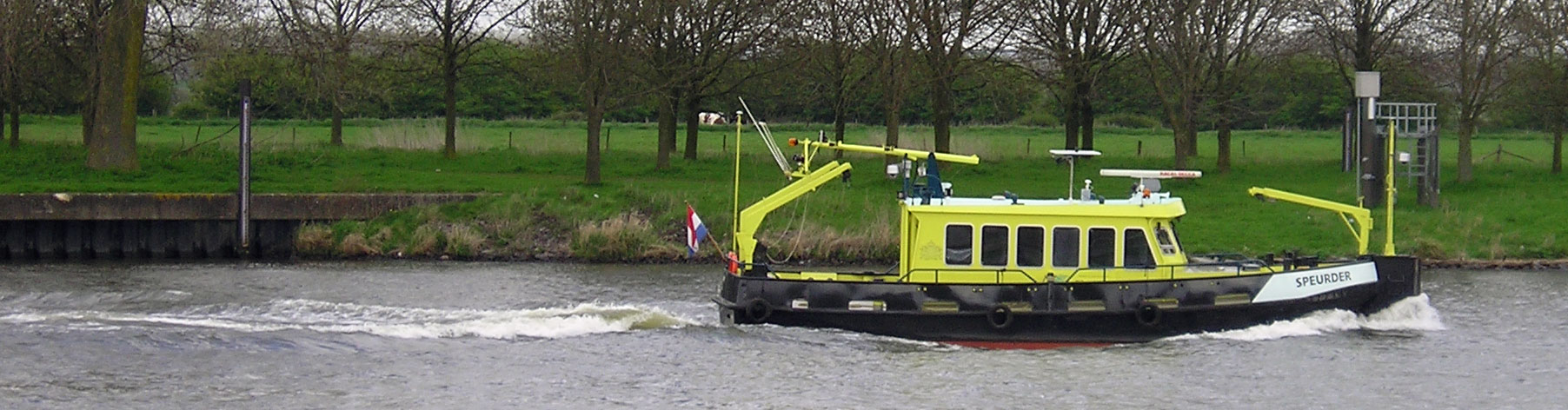
De boot Speurder, van Rijkswaterstaat

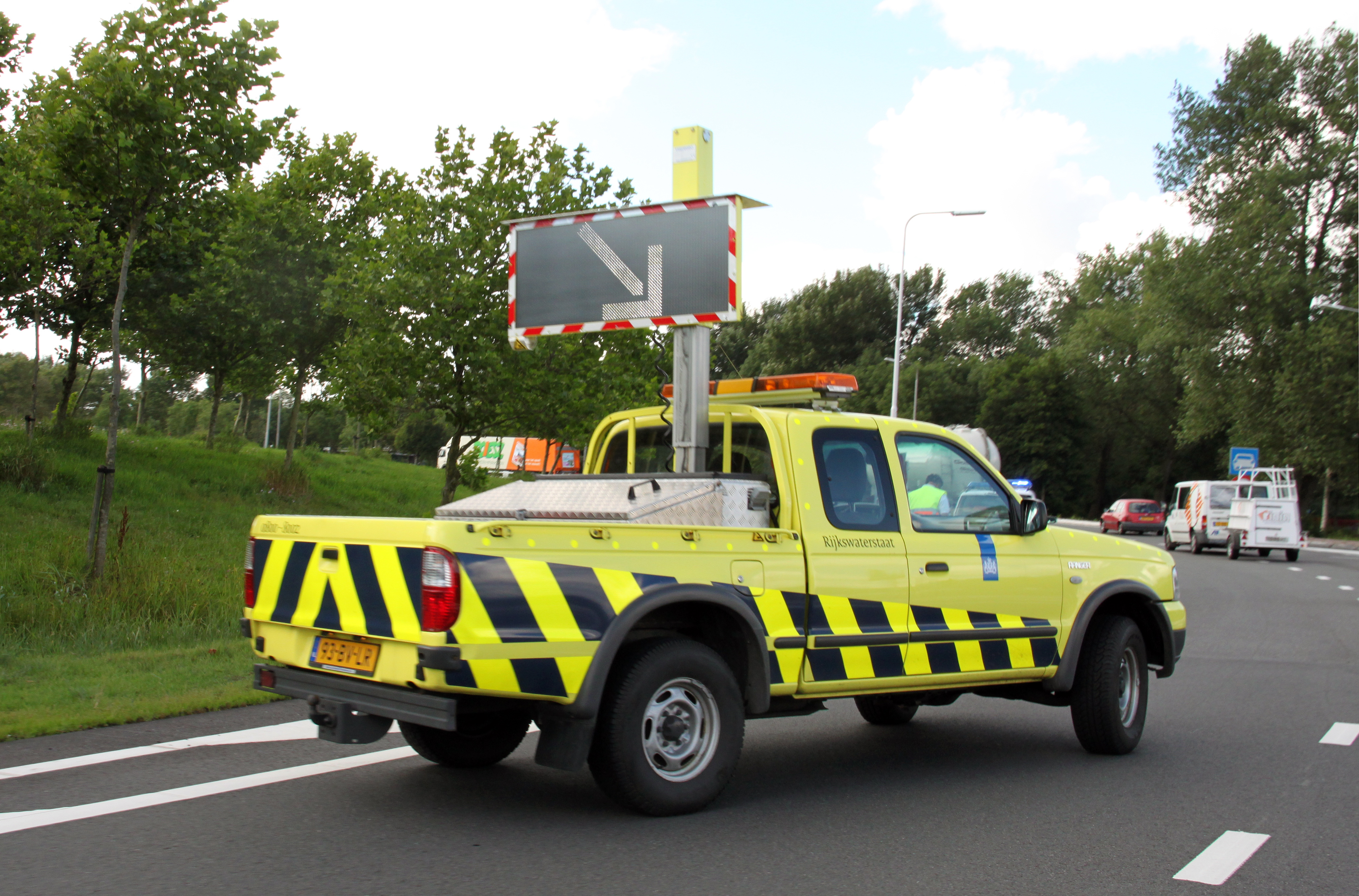
Een weginspecteur sluit een rijstrook af na een ongeval.

In het Ondernemingsplan 2015 is aangekondigd, dat ten behoeve van de stroomlijning van de werkprocessen in de organisatie de concentratie van kennis en operationele zaken verder gestalte zal krijgen. Daartoe is er per 1 januari 2012 een nieuwe (operationele) dienst ontstaan: RWS Verkeer- en Watermanagement ontstaan, waarin de taken en verantwoordelijkheden op het gebied van de bediening en de drie netwerkcentra zijn ondergebracht. De aansturing van de drie netwerken is gecentraliseerd in deze nieuwe landelijk opererende uitvoeringsdienst.
- Verkeerscentrum Nederland, (VCNL) (gevestigd te Utrecht) voor het gehele hoofdwegennet,
- ScheepvaartVerkeersCentrum, (SVC) (gevestigd te Rotterdam) voor het gehele hoofdvaarwegennet,
- Watermanagementcentrum Nederland (WGCI) (gevestigd te Lelystad) voor het gehele hoofdwatersysteem.

Met de vorming van de dienst zijn alle bedieningstaken op de weg (de weginspecteurs) en op het water (de riviermeesters) vanuit de districten (vroeger dienstkringen) overgegaan naar de nieuwe dienst. Ook onderdelen van de afdeling Water Gebruik Crisismanagement en Informatievoorziening (WGCI) van de Waterdienst maken onderdeel uit van RWS VWM. Daarnaast bestaat RWS VWM uit 5 regionale verkeerscentrales en 19 regionale teams operationeel verkeersmanagement (weginspecteurs).
In 2012 en 2013 wordt Verkeers- en Watermanagement verder doorontwikkeld. Eind 2013 staat de definitieve organisatie van RWS VWM, waarin operationeel verkeersmanagement voor zowel wegen als vaarwegen en operationeel watermanagement volledig met elkaar zijn geïntegreerd.